# منتخب النرويج تحت 18 سنة لهوكي الجليد للسيدات
منتخب النرويج تحت 18 سنة لهوكي الجليد للسيدات (بالنرويجية: Norges U18-kvinnelandslag i ishockey)‏ هو ممثل النرويج الرسمي في المنافسات الدولية في هوكي الجليد للسيدات
.